# Estadio Municipal Reino de León
El Estadio Municipal Reino de León es un recinto deportivo de titularidad municipal, ubicado en la ciudad de León, España. Alberga los partidos como local del primer equipo de la Cultural y Deportiva Leonesa, que milita actualmente en Segunda División. Fue inaugurado el 20 de mayo de 2001 y tiene un aforo de 13 346 espectadores.

## Historia[1]
Tras jugar en diversos campos ubicados en distintos lugares de la ciudad, la Cultural y Deportiva Leonesa lo hizo, desde 1955, en el «Estadio de La Puentecilla», que se encontraba cerca del  actual cruce de la Avenida Fernández Ladreda con la Ronda Este. En 1971, bajo la presidencia de Ángel Panero, el estadio pasó a denominarse «Estadio Antonio Amilivia» en agradecimiento al presidente que subió al equipo a Primera División.
En la década de los noventa, el Ayuntamiento de León, propietario del campo, tomó la decisión de derribarlo y construir un estadio en otro lugar, más amplio, más moderno y con mayores prestaciones para los aficionados. Para que la Cultural pudiera tener un campo donde disputar sus partidos como titular mientras se ejecutaba el derribo y la construcción del nuevo estadio, el Ayuntamiento cedió el Área Deportiva de Puente Castro, situada en la localidad de Puente Castro, perteneciente al término municipal de la ciudad. En los terrenos en los cuales se situaba el viejo estadio se erigieron edificios de viviendas y oficinas y zonas ajardinadas.[cita requerida]

### Inauguración
El estadio fue inaugurado el 20 de mayo de 2001, como «Nuevo Estadio Antonio Amilivia», en un encuentro de la fase de ascenso a Segunda División entre la Cultural y Deportiva Leonesa y el Xerez Club Deportivo, con resultado de 1-0 favorable a los leoneses, gol del culturalista Ibán Espadas. El 5 de septiembre de 2008, la denominación del estadio fue sustituida por «Estadio Municipal Reino de León».

### Duelos ante históricos del fútbol nacional
Este estadio ha acogido grandes encuentros de la Cultural y Deportiva Leonesa en los dieciseisavos de final del Campeonato de España–Copa de SM el Rey, ante clubes históricos del fútbol nacional. En la Copa del Rey 2001/02, se enfrentó al Deportivo de La Coruña (1-2), en las ediciones 2002/03 y 2003/04 al Atlético de Madrid (0-2 y 0-1), en la 2004/05 al Athletic de Bilbao (1-2), en la 2009/10 al Barcelona de Guardiola (0-2), en la 2016/17 al Real Madrid de Zidane (1-7) y por último en la 2018/19, de nuevo al Barcelona (0-1).
En la Copa del Rey 19/20 la Cultural eliminó en 1/32 al Huesca, uno de los más poderosos en este momento en 2ª A por 2-1. Posteriormente, en dieciseisavos, el conjunto leonés consiguió eliminar al Atlético de Madrid por 2 a 1. Más adelante, logró llevar al campeón anterior, al Valencia C. F., a los penaltis, tras dominar y controlar muchos tramos de partido y tener ocasiones claras para clasificarse, finalmente cayó en penaltis.

### Ascenso a Segunda División de 2017
El 19 de marzo de 2017 se disputó en el Reino el encuentro entre la Cultural Leonesa y el Racing de Santander en el que se jugaba el primer puesto del Grupo I de Segunda División B, el estadio presentó un casi lleno absoluto con 12 952 espectadores, 4000 del Racing. El encuentro concluyó con un 0-0, con pocas ocasiones pero claro dominio de la Cultural. El 28 de mayo de 2017 se vivía el primer lleno en el estadio leonés. Ante 13 451 espectadores, la Cultural y Deportiva Leonesa lograba el ascenso a la Segunda División de España, tras imponerse en la vuelta de la eliminatoria de campeones por 2-1 ante el Barcelona "B". Este resultado sumado al 0-2 de la ida, certificaba su ascenso 42 años después, a la segunda categoría del fútbol nacional.

### Copa del Rey 2019/20
En esta edición de la copa la Cultural consiguió llegar hasta los octavos de final, enfrentándose y eliminando a grandes equipos y por lo tanto con grandes ambientes en el estadio.
Es destacable que esta edición de copa tuvo un nuevo formato, que consiste en una eliminatoria a partido único en el estadio del equipo de menor categoría, y si son de igual categoría, a sorteo. 
La eliminatorias que la Cultural y Deportiva Leonesa jugó en el Reino de León fueron:
- 1/64: Cultural 3-0 Las Rozas
- 1/32: Cultural 2-1 SD Huesca
- 1/16: Cultural 2-1 Atlético de Madrid
- 1/8: Cultural 0-0 Valencia (pen. 2-4)

Los dos últimos partidos supusieron un ambiente espectacular en el estadio. Contra el Atlético asistieron más de 12500 espectadores y contra en Valencia se rozó el lleno absoluto, con más de 13000 personas en el Reino de León.

## Gemelo de A Malata
El Estadio de A Malata se tomó como modelo (junto al Estadio Verónica Boquete de San Lázaro pero sin pistas de atletismo) a la hora de construir el Estadio Municipal Reino de León.

Tanto las dimensiones del rectángulo de juego (105 x 68) como los graderíos de A Malata son idénticos a los del Reino de León.  El recinto ferrolano dispone de 11.922 butacas, todas ellas a cubierto (por las 13.451 del estadio leonés).

## Partidos internacionales

### Selección española
La selección española ha disputado tres partidos en León, dos de competición oficial y uno amistoso. El 2 de abril de 2003, la selección nacional disputó su primer encuentro internacional en este estadio.
| Clasificación Eurocopa 2004; 2 de abril de 2003 | España                                   | 3:0 (0:0) | Armenia |                            |                            |
|                                                 | Tristán 62' · Helguera 68' · Joaquín 90' |           |         | Árbitro(s): Yefet (Israel) | Árbitro(s): Yefet (Israel) |

| Amistoso; 11 de junio de 2015 | España                    | 2:1 (2:1) | Costa Rica |                              |                              |
|                               | Alcácer 7' · Fàbregas 30' |           | Venegas 5' | Árbitro(s): Vuckov (Croacia) | Árbitro(s): Vuckov (Croacia) |

| Clasificación Mundial 2018; 5 de septiembre de 2016 | España                                                                         | 8:0 (1:0) | Liechtenstein |                               |                               |
|                                                     | Costa 9' 66' · Sergi Roberto 54' · Silva 58' 89' · Vitolo 59' · Morata 81' 83' |           |               | Árbitro(s): Lee Evans (Gales) | Árbitro(s): Lee Evans (Gales) |

## Otros usos
- El estadio ha sido además escenario de multitudinarios conciertos de música coincidiendo con las fiestas de la ciudad como el del grupo mexicano Maná[7] o la cantante colombiana Shakira.

- En los bajos del estadio se encuentra la Institución Ferial y Centro Empresarial de León (IFYCEL), un consorcio constituido por el Ayuntamiento de León, la Diputación, la Cámara Oficial de Comercio e Industria y Caja España.

- Otras dependencias del estadio albergan la sede de los clubes deportivos, tanto masculinos como femeninos, más representativos de la ciudad, como el Baloncesto León, el Club Balonmano Ademar León, el Club Baloncesto San José, la Cultural y Deportiva Leonesa, el Club León Balonmano y Pasgon Play Rugby León, y de algunas federaciones deportivas como la Federación Territorial de Castilla y León de Lucha - Federación de Lucha Leonesa.